# Itziar Ituño
Itziar Ituño Martínez, née le 18 juin 1974 à Basauri, est une actrice et chanteuse basque espagnole . Elle est connue mondialement pour son rôle de l'inspectrice Raquel « Lisbonne » Murillo dans la série La Casa de papel…

## Biographie

### Enfance et études
Itziar Ituño naît à Basauri le 18 juin 1974 au Pays basque en Espagne.
À l'âge de 14 ans, elle commence à étudier l’interprétation à l'École de Théâtre de Basauri. Elle fait également des études universitaires de sociologie urbano-industrielle et politique à l'Université du pays basque.
À 19 ans, elle reprend les études de théâtre qu’elle avait laissé de côté afin de se consacrer à l’université et obtient son diplôme. Sa langue maternelle est l'espagnol, mais elle apprend la langue basque dans la même année, ce qui lui permet de jouer dans des séries télévisées diffusées sur les chaînes publiques basques.

### Carrière
En 1997, à l'âge de 23 ans, elle joue son premier rôle dans le téléfilm Agur Olentzero, agur (en espagnol ‘Adiós Olentzero, adiós’).
Le 3 mars 1999, elle apparait pour la première fois dans la série Goenkale dans laquelle elle joue le rôle de Nekane Beitia, une policière  bisexuelle du village fictif d'Arralde. L'actrice y reste jusqu'en 2014, année où le feuilleton s'arrête pour baisse d'audience. Ce rôle permet à Itziar d'être connue au Pays basque.
Depuis 2003, la comédienne joue également beaucoup au théâtre. Elle continue de se faire connaître, en jouant dans les films Loreak et Igelak, sortis respectivement en 2015 et en 2016,. En 2017, elle sort des frontières du Pays basque pour jouer l'une des protagonistes de la série La Casa de papel (diffusée sur Antena 3 puis rachetée par la plate-forme Netflix) dans le rôle de Raquel Murillo, l’inspectrice en chef. Cette série deviendra un succès international en 2017.
En plus de ses rôles au cinéma, ses apparitions à la télévision et au théâtre, l'actrice est également chanteuse dans trois groupes : Dangiliske (groupe de folk basque), EZ3 et INGOT (groupe de rock chantant en basque biscayen), dont elle est aussi parolière.
Le 26 septembre 2017 elle est présentatrice du gala du cinéma basque et de la chaîne ETB pour la 65e édition du Festival International du film de Saint-Sébastien.
En octobre 2020, elle apparaît dans le deuxième épisode de la saison 2 de l'émission Mask Singer sur TF1 (en France), en tant que « star internationale ». Elle y joue le rôle de la Ballerine et interprète la chanson Million Reasons de Lady Gaga. N'étant pas en compétition, elle sera démasquée, par la suite, dans le même épisode.

## Filmographie

### Cinéma

#### Longs métrages
- 2003 : El final de la noche de Patxi Barko : Raquel
- 2003 : Agujeros en el cielo de Pedro Mari Santos : Elena
- 2010 : Izarren Argia de Mikel Rueda : Sœur Angustias
- 2012 : Dragoi ehiztaria de Patxi Barko : Mayalen
- 2014 : Loreak de Jon Garaño et Jose Mari Goenaga : Lourdes
- 2014 : Lasa y Zabala de Pablo Malo : Amaia
- 2015 : Un otoño sin Berlín de Lara Izagirre : Sofía
- 2016 : Igelak de Patxo Tellería : Carmen
- 2017 : Errementari de Paul Urkijo Alijo : Ana
- 2017 : Morir de Fernando Franco : Une infirmière en réanimation
- 2019 : Le silence de la ville blanche (El silencio de la ciudad blanca) de Daniel Calparsoro : Dr Guevera
- 2020 : Hil-Kanpaiak d'Imanol Rayo : Karmen
- 2021 : Todas las lunas (Ilargi Guztiak) d'Igor Legarreta : La mère
- 2022 : Irati de Paul Urkijo : Mari
- 2022 : El vasco de Jabi Elortegi : La femme de Mikel
- 2023 : En bonne compagnie (Las Buenas Compañias) de Sílvia Munt : Feli
- 2024 : 3 Frauen 1 Streik de Metin Yegin : Casilda
- 2025 : Pensamiento Lateral de Mariano Hueter : Julia

#### Courts-métrages
- 2005 : Seré tus ojos d'Enrique Rey
- 2014 : El buen mal de Jokin Urruticoechea : Une femme
- 2017 : For the Good Times d'Andrés Daniel Sainz : Ainhoa
- 2017 : Tarde para el recreo de Pablo Malo
- 2020 : Lekitxoko Etxea de Jasone Urgoitia Urrutia : Maitane
- 2020 : Caníbales de Mikel Bustamante : La coordinatrice
- 2022 : Salvation Has No Name de Joseph Wallace : Une jongleuse (voix)
- 2023 : Agrio de David Perez Sañudo : Laura

### Télévision

#### Séries télévisées
- 2004 - 2015 : Goenkale : Nekane Beitia
- 2017 : Cuéntame cómo pasó : Koro Zabaleta
- 2017 - 2021 : La casa de papel : Raquel "Lisbonne" Murillo
- 2020 : Alardea : Amaia
- 2022 : Intimidad : Malen Zubiri
- 2023 : Berlin : Raquel Murillo
- 2024 : Detective Touré : Txaro

#### Téléfilms
- 1997 : Agur Olentzero, agur de Mikel Oihenart : Miren
- 2011 : Sabin de Patxi Barko

### Théâtre
La carrière théâtrale d’Itziar Ituño se centre sur le Pays basque.
- 2003 : Estrellas
- 2004 : Pakitarentzat Bakarrik
- 2005 : Seda
- 2005 : Historia de juguetes
- 2007 : Cueva de ladrones
- 2008 : Grönholm Metodoa
- 2010 : AURI-AURI
- 2010 : El Apagón
- 2011 : Amantalaren Ahotsa
- 2012 : Herioa eta Dontzeila
- 2013 - 2014 : Palabras
- 2016 - 2017 : Cuaderno en blanco[9]
- 2017 : Desoxirribonucleico
- 2017 : Funtzak
- 2018 : Yo soy Pichichi
- 2022 : La Tarara
- 2023 : Hobe Ixilik

## Musique
- Anne Etchegoyen, Itziar Ituño : No es No (2020)[10]
- Parolière et chanteuse du groupe INGOT
- Itziar Ituño, Dupla : Hamaika Gara (2020)
- Itziar Ituño, sous le costume de la Ballerine (saison 2 de Mask Singer, en France) : Million Reasons de Lady Gaga (2020)

## Prises de position politiques
Itziar Ituño a souvent affiché sa proximité avec la gauche abertzale. En 2017, elle s’est exprimée à travers une vidéo en faveur du rapprochement des prisonniers de l’ETA contre la politique de dispersion de l'État espagnol qui contraint leurs proches à effectuer de très longs trajets pour leur rendre visite. Cette prise de position lui vaudra une campagne de haine sur Internet avec un appel au boycott de la Casa de papel alors que la série était sur le point d’être lancée. L’actrice a qualifié cette campagne de « chasse aux sorcières ».
En 2018, Itziar Ituño et le groupe INGOT ont interpelé le gouvernement péruvien sur la pollution aux métaux lourds liée à l’exploitation pétrolière qui met en danger la vie de communautés autochtones vivant à proximité de quatre fleuves de l’Amazonie péruvienne. À cette occasion, le groupe a composé la chanson Wararu chantée en basque et en tupi-guarani
Fin 2019, Itziar Ituño a enregistré avec Anne Etchegoyen la chanson trilingue No es no contre les violences faites aux femmes et pour leur droit à disposer librement de leur corps, chanson inspirée en particulier par les événements dits de la manada à Pampelune.
Itziar Ituño met souvent en avant le féminisme, de nombreuses causes et les droits humains ; elle essaie de donner une voix à ceux qui n’en ont pas grâce à son actuelle célébrité. Elle est très activiste.